# Tarrafal de São Nicolau
Tarrafal de São Nicolau är en kommunhuvudort i Kap Verde.   Den ligger i kommunen Tarrafal de São Nicolau, i den nordvästra delen av landet, 200 km nordväst om huvudstaden Praia. Tarrafal de São Nicolau ligger 98 meter över havet och antalet invånare är 5 039.
Terrängen runt Tarrafal de São Nicolau är huvudsakligen kuperad, men söderut är den platt. Havet är nära Tarrafal de São Nicolau åt sydväst. Runt Tarrafal de São Nicolau är det ganska glesbefolkat, med 39 invånare per kvadratkilometer.. Närmaste större samhälle är Vila da Ribeira Brava, 9,0 km nordost om Tarrafal de São Nicolau. 